# Samostan Egipat u Sarajevu
Samostan Egipat u Sarajevu je samostan družbe sestara Služavki Maloga Isusa. Nalazi se u Sarajevu na Bjelavama.

## Povijest
Zgrada je dječji dom biskupa Josipa Stadlera, koji je osnovao ovu ustanovu za zaštitu djece izložene nevolji 1890. godine na blagdan svetoga Rafaela Arkanđela. Sestre Služavke Maloga Isusa roditeljskom brigom i majčinskom ljubavlju brinu o djeci da bi jednoga dana postale zrele i odgovorne osobe sposobne za samostalan život i rad. 
Po namjeni je kuća za djecu bez roditeljske skrbi. Stadler je bio izričit zašto ne zvati kuću sirotištem. Razlog je što među kršćanima nema djece siročadi. Premda djeca mogu ostati bez roditelja, ona za kršćane ne smiju ostati bez prijatelja, dobročinitelja te stoga voljeno dijete nikada nije siroče. Budući da niti jedno dijete ne voli biti siročić, razumno je da ih nije dobro tako nazivati. Tako je usanova dječje utočište. Sukladno izboru definicije ustanove Stadler je izabrao i prikladno ime. Sjećajući se Isusovog bijega i utočišta u Egiptu, predložio je sestrama da ustanovu nazovu Egipat: ta su djeca izložena opasnosti stradanja, gubljenja i lutanja, i za svako treba postojati jedan "Egipat" u kojem imati utočište i obiteljsko ozračje za rast u svim dimenzijama ljudskog bića kao Božje slike.
Družba je isprve djelovala u staroj trošnoj kući u ulici Mjedenici u Sarajevu. Ukazala se potreba za većom zgradom za mjesta siromasima i sestrama. Zemljište na Bjelavama uzeo je na dug, a radi izgradnje ubožnice, u koju su uselile sestre i 52 djevojčice 24. listopada 1898. godine. Kuća je postala i sjedištem vrhovne uprave novonastale Družbe, što je bila sve do 1949. godine. Tik do Betlehema kupio je nadbiskup drugu zgradu kojoj je dao ime „Egipat“. Smjestio je u nju starice i malu djecu. Radi ispomoći siromasima i uzdržavanju samih sirotišta, nadbiskup Stadler kupio je tri ekonomije. Na tim trima imanjima u Vitezu, Čardaku (Posvina) i Mladicama (nedaleko od Sarajeva) sestre su obavljale teške poslove. Dječje utočište bombardirano je u prvome svjetskom ratu. 1926. godine zajednica sestra odlučila je graditi novi Egipat. Obnovljeni Egipat bio je gotov i blagoslovljen 1929. i u njemu više od 10 tisuća djece našlo utočište. U Drugome svjetskom ratu pretrpio je bombardiranja. Zločinački jugokomunistički režim 1949. je godine oduzeo djecu ustanovi, sestre protjerao iz Doma. Nacionalizirani su svi samostani sestara, ubožnice i ekonomije, a sestre protjerane iz Bosne. Sestrama je za vrijeme komunističke vlasti zabranjeno djelovanje. Za vrijeme komunističke tiranije zgrada je bila prepuštena nebrizi režima.
Osamostaljenje BiH dočekala je zapuštena. Pretrpila je svekolika razaranja i u Domovinskom ratu. Kuća je napokon vraćena Družbi 1996. i 1996. se Družba sestara Služavki Maloga Isusa vratila u uništeno dječje utočište. 24. listopada 1998. godine na svetkovinu svetog Rafaela arkanđela, na rođendan Družbe, samostan „Egipat“ na adresi Bjelave 54. u Sarajevu, postao je službeno sjedište Sarajevske provincije Bezgrješnog Začeća BDM Sestara Služavki Maloga Isusa, za vrijeme mandata vrhovne glavarice s. M. Mirjam Dedić i provincijalne s. Vitomire Bagić. Svečano je blagoslovljen i ponovno otvoren 12. lipnja 1999. godine. Nakon proslave sv. mise prišlo se obnovi objekta. Od 1999. godine ponovo je primio pod svoje okrilje i štiti djecu u potrebi.

## Namjena
Nadbiskup Stadler odredio je zadaće i ciljeve: skrb za djecu koja su iz bilo kojih razloga izložena opasnosti nastradati, zalutati ili zastraniti. Skrb mora rezultirati da ta djeca spoznaju da su voljena, željena, vrijedna i korisna. Sestre Služavke Maloga Isusa prate suvremeni kršćanski svjetonazor odgojnih znanosti i karizmatskom se snagom zalažu za prirodno ozračje obiteljskog života, koje pridonosi liječenju rana, rastu i sazrijevanju ljudskog bića u tjelesnoj, psihičkoj i duševnoj razini. Zalažu se za kršćanski svjetonazor života.
Sestre se skrbe za tu djecu na tri razine. Skrbe za njih do punoljetnosti. Žive u četiri obiteljske skupine sa sestrom odgojiteljicom. Cilja se stvoriti pozitivno povoljno ozračje za razvoj i rast djeteta, te primjenjivanje svih duhovnih, psihičkih i fizičkih vrijednosti u životu djeteta. Da bi se djeca mogla družiti s ostalim vršnjacima, u domu je osnovana Dnevna igraonica u koju mogu dolaziti i djeca iz grada. Mala djeca se druže i sa svojim vršnjacima na odjeljenju vrtića Srce, koje je u sklopu Egipta, a koje je otvoreno i za djecu što dolaze iz obitelji, čime se djeca uče socijalizaciji.
Često dođu djeca iz obitelji s različitim poratnim teškoćama poput neriješenog stambenog pitanja, niskih ili bez primanja, bolest roditelja. Cjelodnevni boravak omogućuje toj djeci učenje različite životne stvarnosti kroz igru, hrane se i odmaraju, a navečer se opet vraćaju u svoje obitelji. Povremeno pomažu obiteljima na duhovnoj ili tvarnoj razini. Očevi i majke bez obzira na vjeru i nacionalnost dolaze u kuću Egipat obraćajući se za pomoć. Sestre im uvijek nastoje pomoći, a česti su razlozi dolaska: nedostatak hrane, nemogućnost nabave knjiga za školu, nemogućnost nabave lijekova, te nesporazumi u obitelji. Sestrama često pomažu ljudi koji su spremni podijeliti dobra onima koji nemaju.
Zahvaljujući ljudskoj dobroti, sestre djeci omogućuju topli dom, obiteljski suživot sa sebi sličnima, igru, školovanje, druženje, izlete, zdravstvenu zaštitu, iskustvo radosti rasta i korisnih spoznaja što obogaćuju život.